# Yoshida Issui

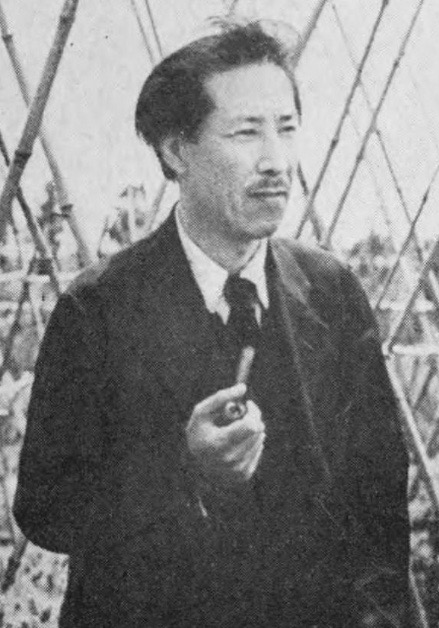
Yoshida Issui

Yoshida Issui (japanisch 吉田 一穂; geboren 15. August 1898 in Kikonai (Präfektur Hokkaidō); gestorben 2. März 1973 in Tokio) war ein japanischer Poet und Literaturkritiker.

## Leben und Wirken
Yoshida Issui wurde als Sohn einer Fischerfamilie geboren. Er ging nach Tokio und begann ein Studium der englischen Literatur an der Waseda-Universität, das er jedoch abbrach. In dem privat publizierten Magazin „Seian“ (聖暗) – etwa „Heiliger Ton“ veröffentlichte er Tanka, worauf der Literaturkritiker Katagami Noboru (1884–1928) auf ihn aufmerksam wurde. Auch der Lyriker und Kinderbuchautor Kitahara Hakushū (1885–1942) kam mit ihm in Kontakt. Mit ihm und anderen veröffentlichte er „Shinshiron“ (新詩論) – „Grundlagen der Neuen Dichtkunst“. Aber es war vor allem sein Freund, der Lyriker Satō Ichiei (佐藤一英; 1899–1979), der ihn zum Schreiben ermunterte. Yoshida strebte in seiner Dichtkunst eine reine leuchtende Lyrik an und veröffentlichte
- 1924 1. Märchensammlung „Umi no ningyō“ (海の人形) – „Meerespuppe“
- 1926 1. Gedichtsammlung „Umi no seibō“ (海の聖母) – „Mutter Gottes des Meeres“
- 1930 2. Gedichtsammlung „Koen no sho“ (故園の書) – „Schriften aus dem alten Park“
- 1936 3. Gedichtsammlung „Haishi den“ (稗子伝) – „Hirse-Überlieferung“
- 1941 2. Märchensammlung „Ginga no sakana“ (銀河の魚) – „Fisch der Milchstraße/Galaxy“
- 1941 1. Kritikensammlung „Kuroshio kaiki“ (黒潮回帰) – „Rückkehr des Kuroshio“[A 1]
- 1944 3. Märchensammlung „Kashinoki to kotori“ (かしの木と小鳥) – „Eichen und Vögel“

und nach dem Zweiten Weltkrieg
- 1948 4. Gedichtsammlung „Mirai-sha“ (未来者) – „Futurist“
- 1950 5. Gedichtsammlung „Raten bara“ (羅甸薔薇) – „Lateinische Rose“
- 1952 6. Gedichtsammlung „Yoshida Issui shishū“ (吉田一穂詩集) – „Yoshida Issui Gedichtsammlung“
- 1958 2. Kritikensammlung „Kodai ryokuchi“ (古代緑地) – „Grünfläche alter Zeiten“

Nach dem Krieg gründete Yoshida mit dem Kriegsgegner Kaneko Mitsuharu (1895–1975) und anderen das Magazin „Han-Sekai“ (反世界) – etwa „Gegen die Welt“ und hielt an der Waseda-Universität Vorlesungen zur Poetik.